# Smodicinodes schwendingeri
Smodicinodes schwendingeri là một loài nhện trong họ Thomisidae.
Loài này thuộc chi Smodicinodes. Smodicinodes schwendingeri được miêu tả năm 2002 bởi Benjamin.